# Kjeldahlova tikvica
Kjeldahlova tikvica je vrsta staklenog laboratorijskog posuđa koje se koristi u analitičkoj kemiji za kvantitativno određivanje dušika uz pomoć Kjeldahlove metode.
Sastoji se od malene kruškaste posude duljeg, tanjeg grla.